# Li Lingjuan
Li Lingjuan (en chino: 李玲娟; 10 de abril de 1966) es una deportista china que compitió en tiro con arco, en la modalidad de arco recurvo. Participó en los Juegos Olímpicos de Los Ángeles 1984, obteniendo una medalla de plata en la prueba individual.

## Palmarés internacional
| Juegos Olímpicos | Juegos Olímpicos             | Juegos Olímpicos | Juegos Olímpicos |
| Año              | Lugar                        | Medalla          | Prueba           |
| ---------------- | ---------------------------- | ---------------- | ---------------- |
| 1984             | Los Ángeles (Estados Unidos) | Medalla de plata | Individual       |